# Cour d'appel au Canada

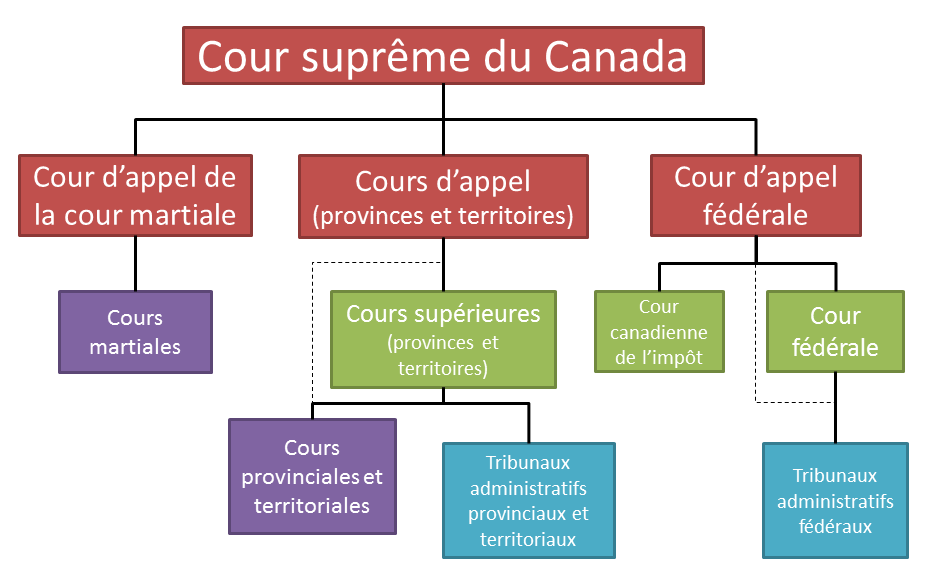
Système judiciaire canadien. Les cours d'appel sont indiquées en rouge.

Une cour d'appel au Canada est un tribunal responsable d'entendre les appels des décisions des tribunaux dans une province ou au niveau fédéral. Les cours d'appel sont situées tout juste avant la Cour suprême du Canada dans le système judiciaire canadien. Les compétences des cours d'appel ne sont pas uniformes à travers le pays et sont définies par des lois particulières.
On peut distinguer trois types de cours d'appels. Les cours d'appels des provinces sont les plus hauts tribunaux des provinces canadiennes. Elles entendent des appels des décisions des cours supérieures, des cours provinciales et parfois de tribunaux administratifs. Les cours d'appels des territoires ont une fonction similaires, mais pour chacun des trois territoires canadiens. Finalement, il existe deux cours d'appel de niveau fédérale : la Cour d'appel fédérale entend les appels de la Cour fédérale et de tribunaux administratifs fédéraux, tandis que la Cour d'appel de la cour martiale entend les appels des cours martiales.
La Cour suprême du Canada est aussi une cour d'appel, bien qu'elle joue un rôle tout à fait distinct des autres cours d'appel.

## Types

### Cours d'appel des provinces
Il y a dix cours d'appel provinciales, soit une dans chacun des provinces. Les cours d'appel des provinces sont créées par les parlements provinciaux, mais leurs juges sont nommés par le gouvernement fédéral.
Comme les pouvoirs sont définis par les parlements provinciaux
Les dix cours d'appel provinciales sont les suivantes :
| Province                | Cour d'appel                            |
| ----------------------- | --------------------------------------- |
| Alberta                 | Cour d'appel de l'Alberta               |
| Colombie-Britannique    | Cour d'appel de la Colombie-Britannique |
| Île-du-Prince-Édouard   | Cour d'appel de l'Île-du-Prince-Édouard |
| Manitoba                | Cour d'appel du Manitoba                |
| Nouveau-Brunswick       | Cour d'appel du Nouveau-Brunswick       |
| Nouvelle-Écosse         | Cour d'appel de la Nouvelle-Écosse      |
| Ontario                 | Cour d'appel de l'Ontario               |
| Québec                  | Cour d'appel du Québec                  |
| Saskatchewan            | Cour d'appel de la Saskatchewan         |
| Terre-Neuve-et-Labrador | Cour d'appel de Terre-Neuve-et-Labrador |

### Cours d'appel des territoires
| Province                  | Cour d'appel                               |
| ------------------------- | ------------------------------------------ |
| Nunavut                   | Cour d'appel du Nunavut                    |
| Territoires du Nord-Ouest | Cour d'appel des Territoires du Nord-Ouest |
| Yukon                     | Cour d'appel du Territoire du Yukon        |

### Cours d'appel fédérales
Il existe deux cours d'appels purement fédérale. Il s'agit de la Cour d'appel fédérale et de la Cour d'appel martiale.
La Cour suprême du Canada est elle aussi une cour d'appel fédérale, mais son statut est particulier. Elle entend des appels en dernier ressort de tous les tribunaux d'appels du pays. De plus, sa composition est non pas défini par le Parlement du Canada, mais est protégé par la Loi constitutionnelle de 1982.
| Cour d'appel de la cour martiale |
| Cour d'appel fédérale            |
| Cour suprême du Canada           |

## Juges
Tous les juges des cours d'appel au Canada sont nommés par le gouvernement fédéral.
En 2013, les juges des cours d'appel étaient payés 295 500 $ par année et jusqu'à 326 100 $ s'ils avaient des fonctions particulières. Les juges de la Cour suprême sont quant à eux payés 351 700 $ et la juge en chef du Canada, 379 900 $.